# Мин Жуй (цзянцзюнь)
Мин Жуй (Минжуй) (明瑞; около 1730 — март 1768) — крупный цинский военный и государственный деятель, первый военный губернатор (цзянцзюнь) Или (октябрь 1762 — март 1767), генерал-губернатор Юньнани и Гуйчжоу (апрель 1767 — март 1768).

## Биография
Представитель маньчжурского клана Фуча, принадлежал к Желтому знамени с каймой. Сын герцога Фувэня и племянник главного императорского советника Фухэна. Племянник императрицы Сяосяньчунь (1712—1748), первой главной жены цинского императора Цяньлуна.
В 1749 году Минжуй унаследовал отцовский герцогский титул. В 1756 году участвовал в завоевании цинскими войсками Илийской области. Его услуги в этой связи принесли ему назначение на пост старшего вице-президента налоговой палаты (1758—1762) и одновременно помощника военного губернатора (1759). В октябре 1762 года Мин Жуй был назначен первым военным губернатором (цзянцзюнем) Илийского края. Он продолжил работу по колонизации Илийской области, начатую Агуем, и помогал увеличить торговлю и население. Когда произошло восстание мусульман города Уши (1765 г.), Мин Жуй во главе цинских войск выступил в карательный поход против восставших. Но вскоре его неэффективность и разногласия между ним и его подчиненными стали очевидны, и Агуй был послан ему на помощь. Но последний не оказался более способным, и город пал только после пятимесячной осады. Более того, наказание, примененное к мятежникам, расценивалось императором как недостаточное. Минжую и Агую были объявлены выговорами и лишены званий, но им разрешили остаться на своих постах. В 1766 году Мин-жуй был отозван из Или и, после назначения генерал-губернатором Юньнани (в апреле 1767 года), был поставлен во главе цинских войск в войне против Бирмы.
Минжуй, как командующий главной цинской 50-тысячной армией, вторгся в Бирму в ноябре 1767 года и одержал несколько побед, за которые был удостоен пожизненного герцогского звания. Но в начале 1768 года, продвинувшись слишком далеко к Аве (столице Бирманского королевства), его линия связи оборвалась, и вскоре он заблудился. Вместо того, чтобы немедленно отступить, Мин Жуй предложил пополнить свои запасы, взяв столицу, но был вынужден отступить, нанеся серьезные потери своей армии. 18 марта после разгрома в битве при Мемьо Мин Жуй приказал всей армии отступить в безопасное место, а он и несколько человек остались, чтобы сдерживать преследователей. В результате он и многие его помощники погибли. Ему было присвоено посмертное имя Куо-лиэ 果烈, и в его память был возведен специальный храм в Пекине. Ряд цинских генералов, не пришедших ему на помощь, были казнены.